# Bibi's 1st EP
Bibi's 1st EP (周笔畅 1st EP) là EP đầu tay của ca sĩ - nhạc sĩ người Trung Quốc, Châu Bút Sướng (Bibi Zhou - 周筆暢) phát hành ngày 1 tháng 6 năm 2006. Châu Bút Sướng sáng tác 2 ca khúc trong EP là "Chỉ còn lại tôi" (只剩我一个) và "Uh..." (呃...).
Single "Chỉ còn lại tôi" đã đạt giải thưởng Top 10 ca khúc của năm tại lễ trao giải 2006 Hong Kong TVB8 Music Award.

## Danh sách bài hát
1. "Chỉ còn lại tôi" (只剩我一个) - 3:10
2. "Uh..." (呃...) - 3:53
3. "Không tổn thương" (不痛) - 4:13
4. "Thiên nga" (天鹅) - 3:23